# Lisburne-Halbinsel
Die Lisburne-Halbinsel (englisch Lisburne Peninsula) ist eine trapezförmige Halbinsel im Nordwesten Alaskas an der Tschuktschensee. Sie liegt nördlich des Kotzebue Sounds und wird von den De Long Mountains zur North Slope und dem Noatak National Preserve abgegrenzt.
Den nordwestlichsten Punkt bildet das zum Alaska Maritime National Wildlife Refuge gehörende Kap Lisburne, das 1778 von James Cook benannt wurde und das namensgebend für die Halbinsel ist. Im Südwesten liegt auf einer vorgelagerten Landzunge Point Hope und im Südosten das Cape Krusenstern National Monument. Entlang der Westküste verlaufen die Lisburne Hills mit dem 623 m hohen Mount Hamlet. Im Süden der Halbinsel fließt der ins Marryat Inlet mündende Kukpuk River.